# Широкая Балка (Мариупольский район)
Широкая Балка (укр. Широка Балка) — село на Украине, находится в Мангушском районе Донецкой области.
Код КОАТУУ — 1423982204. Население по переписи 2001 года составляет 246 человек. Почтовый индекс — 87440. Телефонный код — 6297.

## Адрес местного совета
87440, Донецкая область, Мангушский район, с. Покровское, ул. Транспортная, 10